# 埃斯佩什
埃斯佩什（法語：Espèche，法語發音：[ɛspɛʃ]）是法国上比利牛斯省的一个市镇，属于巴涅尔德比戈尔区。

## 地理
埃斯佩什（43°3'35"N, 0°17'40"E）面积2.67 平方千米，位于法国奧克西塔尼大區上比利牛斯省，该省份为法国西南部内陆省份，北至热尔省，西接大西洋比利牛斯省，南与西班牙接壤，东临上加龙省。
与埃斯佩什接壤的市镇（或旧市镇、城区）包括：萨尔拉布、阿沃扎克-普拉特-拉伊特、巴采尔、比朗、隆内。

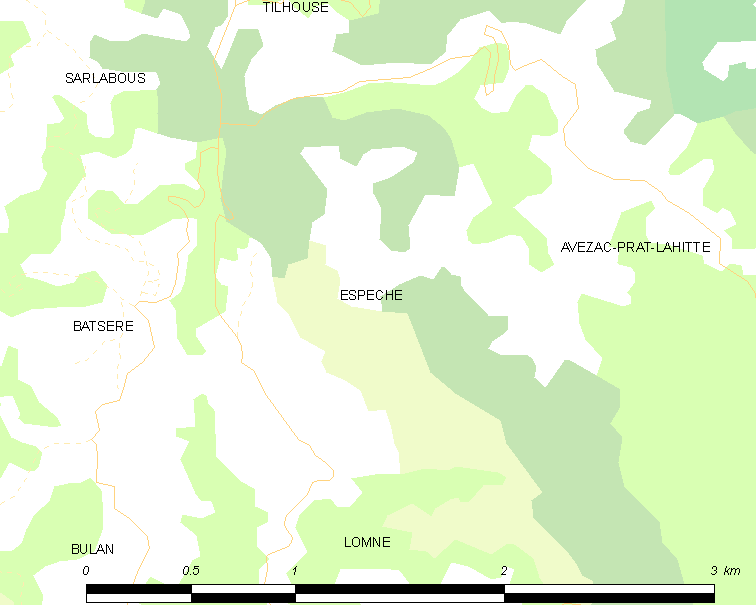
埃斯佩什的OSM定位图

埃斯佩什的时区为UTC+01:00、UTC+02:00（夏令时）。

## 行政
埃斯佩什的邮政编码为65130，INSEE市镇编码为65166。

## 政治
埃斯佩什所属的省级选区为阿罗斯河与巴伊斯河谷县。

## 人口

1962-2008年间埃斯佩什人口变化图示

埃斯佩什于2022年1月1日时的人口数量为42人。